# Spy × Family
Spy × Family (スパイファミリー, Supai Famirī), stylisée SPY×FAMILY, est une série de mangas écrite et dessinée par Tatsuya Endō. Le manga est prépublié bimensuellement sur le service en ligne Shōnen Jump+ de l'éditeur Shūeisha depuis mars 2019. La version française est éditée par Kurokawa depuis septembre 2020.
L'histoire suit un espion dont le nom de code est Twilight (« Crépuscule » en anglais), et qui doit fonder une famille dans le pays ennemi afin d'exécuter une opération cruciale appelée « Strix (梟, Sutorikusu) », et qui ne se rend pas compte que la fille qu'il a adoptée est une télépathe et la femme avec laquelle il accepte de contracter un mariage arrangé est une tueuse à gages.
Une adaptation en série télévisée d'animation en deux parties est co-produite par les studios CloverWorks et Wit Studio. La première saison est diffusée en deux cours avec le premier cours est diffusé d'avril à juin 2022, et le second d'octobre à décembre de la même année. Une seconde saison de douze épisodes est diffusée d'octobre à décembre 2023. Un film d'animation est diffusé vers décembre 2023 et découle d'une histoire originale d'Ichirō Ōkouchi. Une troisième saison est également annoncée pour octobre 2025.
Spy × Family  connaît aussi des adaptations en light novel ou en jeux vidéo.

## Univers

### Synopsis
C'est la guerre froide entre l'est et l'ouest, et une paix précaire a été établie entre les nations d'Ostania (東国, Osutania) et Westalis (西国, Wesutarisu). Cet accord demeurant fragile, « Twilight », un brillant espion de Westalis opérant à Ostania, est chargé de mener à bien l'opération Strix (梟, Sutorikusu). Celle-ci consiste à se rapprocher d'un politicien extrémiste d'Ostania : Donovan Desmond. Twilight se voit contraint d'adopter un enfant et l'inscrire à la prestigieuse école Eden, que le fils de Desmond fréquente également, car Donovan est difficile à approcher directement.
Se faisant passer pour un psychiatre dénommé Loid Forger, Twilight finit par visiter un orphelinat dans sa recherche d'un enfant. Il croise ainsi la route d'Anya, une fillette qui peut lire les pensées des autres et est passionnée par le monde de l'espionnage. Découvrant les véritables intentions de Loid, Anya s'arrange pour être choisie en lui faisant croire qu'elle peut passer le test d'entrée d'Eden. Anya parvient à réussir aux épreuves écrites de justesse, mais la présence de ses « deux parents » est réclamée par l'établissement pour l'entretien de sélection. Twilight n'a donc d'autre choix que de trouver une femme qui pourra endosser le rôle d'épouse.
Ils rencontrent alors Yor Briar, une discrète fonctionnaire de mairie dont l'apparence est le sujet de railleries car elle n'est toujours pas mariée. Elle est en réalité une tueuse professionnelle opérant sous le nom de code « Princesse Ibara » et cherche un homme pour préserver sa couverture. Anya apprend avec son pouvoir que Yor est une tueuse à gages et, par curiosité, la pousse à devenir sa mère. De ce fait, les intérêts de chacun coïncident : tous trois commencent ainsi à vivre comme une famille improvisée, cachant chacun leur véritable identité aux yeux des autres.

### Personnages

#### La famille Forger
Twilight (黄昏, Tasogare) / Loid Forger (ロイド・フォージャー, Roido Fōjā)
Voix japonaise : Takuya Eguchi, voix française : Glen Hervé,,
Loid est un espion du WISE (対東課〈WISE〉, Taihigashika “WISE”), l'agence de renseignement de Westalis, qui a des capacités de combat, de mémoire et de traitement de l'information extraordinaires. Il utilise différents visages et noms pour chaque mission, bien qu'il soit généralement connu sous son nom de code, « Twilight ». Pour pouvoir procéder à sa dernière mission, il doit avoir un « enfant » inscrit dans une école prestigieuse dont l'un des critères d'admission est que « les deux parents soient présents », d'où la raison pour laquelle il a créé une famille factice avec Anya et Yor. Il est habile en cuisine et en nettoyage. En tant que « Loid Forger », il se fait passer pour un psychiatre à l'hôpital général de Berlint. Ancien orphelin de guerre, il est devenu un espion afin de créer un « monde où les enfants ne pleureraient pas ».
Anya Forger (アーニャ・フォージャー, Ānya Fōjā)
Voix japonaise : Atsumi Tanezaki, voix française : Lila Lacombe,,
Une petite fille qui peut lire les pensées des autres, Anya est la seule à connaître la situation globale de sa famille. Elle n'a en fait que 4 ou 5 ans mais a prétendu en avoir 6 pour que Loid l'adopte. À l'origine, elle est un sujet de test humain expérimental appelé « Sujet 007 » (被検体007, Hikentai 007), mais s'est échappée parce qu'elle était dégoûtée d'une vie où elle ne pouvait pas se comporter comme une enfant. En raison de sa capacité, elle n'apprécie pas la proximité des foules. En plus de n'avoir pas reçu une éducation appropriée, elle n'est pas douée pour étudier et se rattrape parfois en lisant dans l'esprit de quelqu'un d'autre pour obtenir des réponses, bien qu'il semble qu'elle ne puisse pas utiliser ses capacités pendant une nouvelle lune. Elle aime les séries d'animation d'espionnage et pense que tout ce qui est « secret » et « mission » est passionnant.
Princesse Ibara (いばら姫, Ibara Hime) / Yor Forger (ヨル・フォージャー, Yoru Fōjā)
Voix japonaise : Saori Hayami, voix française : Adeline Chetail,,
Considérée comme une employée lambda de la mairie centrale de Berlint, Yor, agée de 27 ans, est en fait une tueuse à gages qualifiée surnommée « Princesse Ibara ». Sa puissance de combat et ses capacités physiques surpassent celles de Twilight, mais elle est mauvaise menteuse et un peu tête en l'air. Elle ne tient également pas l'alcool. Le nom de jeune fille de Yor avant d'épouser Loid est Briar (ブライア, Buraia). Sans savoir qui est vraiment Loid, et pensant qu'Anya est la fille de Loid de son précédent mariage, elle a accepté le faux mariage pour ne pas paraître suspecte. En tant qu'assassin, Yor est douée pour le nettoyage, mais pas pour les autres tâches ménagères, en particulier la cuisine. Pour cette raison, Loid fait la majeure partie de la cuisine, même si récemment, elle a commencé à apprendre à cuisiner avec une de ses collègues. Son petit frère, nommé Yuri, est en apparence un fonctionnaire et est très attaché à sa sœur aînée ; cette dernière lui cache ses activités de tueuse.
Bond Forger (ボンド・フォージャー, Bondo Fōjā)
Voix japonaise : Kenichirō Matsuda, voix française : Bruno Magne,
Le chien de la famille, Bond, était à l'origine le sujet de test canin du projet Apple nommé « Sujet 8 » (8号, 8-gō). Sa capacité de regarder vers l'avenir n'est connue que d'Anya grâce à sa télépathie. Il a rencontré Anya et la famille Forger alors qu'il devait être utilisé dans un attentat à la bombe contre le ministre des affaires étrangères d'Ostania et se fait adopter par ces derniers après les avoir aidé à déjouer les plans des terroristes. Il a été nommé d'après le personnage du dessin animé préféré d'Anya, Bondman.

#### L'école Eden
L'école Eden (イーデン校, Īden Kō) ou Collège Eden (イーデン・カレッジ, Īden Karejji), est une prestigieuse école privée située à Berlint, en Ostania. Elle dispense un enseignement de haut niveau à un groupe d'environ 2500 élèves âgés de 6 à 19 ans, dans des domaines variés comme les matières normales, le sport et les beaux-arts. Le processus d'admission est notoirement dur et se déroule en deux étapes : l'examen écrit et l'entretien avec la famille du candidat. Une fois admis, les élèves sont répartis dans huit maisons et ils ont le choix de rester ou non dans les dortoirs de leurs maisons mais ceux-ci ont un coût élevé. Les élèves peuvent être récompensés par des Stella (星, Sutera, lit. "Étoiles") pour avoir eu des bons résultats scolaires ou accompli des actes sociaux remarquables. Par contre, les mauvaises notes et comportements répréhensibles sont quant à eux gratifiés d'un Tonito (雷, Tonito, lit. "Éclair"). Un élève qui obtient huit Stella devient un membre de l'élite des élèves de l'école Eden, appelé Imperial Scholars (皇帝の学徒, Inperiaru Sukarā), tandis que ceux ayant reçu huit Tonito sont automatiquement exclus.
Damian Desmond (ダミアン・デズモンド, Damian Dezumondo)
Voix japonaise : Natsumi Fujiwara (en), voix française : Enzo Ratsito puis Thomas Sagols (redoublage),,,
Un camarade de classe effronté d'Anya et le fils cadet de Donovan Desmond, qui a une autorité écrasante, mais il travaille dur pour gagner l'attention et l'approbation de son père. C'est un bon élève et est très doué en histoire. Il intimide Anya, sans se rendre compte qu'il a des sentiments pour cette dernière. Il a un grand frère nommé Demetrius Desmond (ディミトリアス・デズモンド, Dimitoriasu Dezumondo) qui est un Imperial Scholar et un chien berger allemand nommé Max. Il réside à l'école dans le dortoir du bâtiment Cecil Hall avec ses deux amis, Emile et Ewen.
Becky Blackbell (ベッキー・ブラックベル, Bekkī Burakkuberu)
Voix japonaise : Emiri Katō (en), voix française : Bianca Tomassian (d)
La meilleure amie d'Anya à l'école. Son père est un important fabricant militaire et est toujours en train de la gâter, lui donnant tout ce qu'elle veut. Après l'altercation entre Anya et Damian le premier jour d'école, elle est devenue l'amie d'Anya. Elle traite Anya avec beaucoup d'attention. Elle a un majordome qui prend bien soin d'elle du nom de Martha (マーサ, Māsa) et un chien Yorkshire terrier nommé Wiesel (ビーゼル, Bīzeru). Elle est passionnée de feuilletons sentimentaux mais elle est également éperdument amoureuse de Loid Forger, le père d'Anya depuis qu'elle l'a vu en photo.
Emile Elman (エミール・エルマン, Emīru Eruman)
Voix japonaise : Hana Sato (ja), voix française : Khaoula Aaba puis Zina Khakhoulia (redoublage),,
Un camarade de classe de Damian. C'est un enfant insouciant, décontracté et qui aime la nourriture sucrée. Lui, Damian et Ewen sont toujours vus ensemble, et ils sont placés dans le même dortoir du bâtiment Cecil Hall.
Ewen Egeburg (ユーイン・エッジバーグ, Yūin Ejjibāgu)
Voix japonaise : Haruka Okamura (ja), voix française : Jessy Dubuis
Un camarade de classe de Damian. C'est un élève plutôt brillant et très observateur, il rêve de devenir astronaute plus-tard. Lui, Damian et Emile sont toujours vus ensemble, et ils sont placés dans le même dortoir du bâtiment Cecil Hall.
Henry Henderson (ヘンリー・ヘンダーソン, Henrī Hendāson)
Voix japonaise : Kazuhiro Yamaji (en), voix française : Julien Kramer
Professeur d'histoire de 65 ans de l'école Eden, il était le surveillant général de l'école mais a été rétrogradé au poste d'enseignant des élèves de classe de primaire après avoir attaqué le surveillant Swan qui disait du mal de la famille Forger. Il est le professeur principal de la classe d'Anya et a une passion pour tout ce qui est élégant.
Murdoch Swan (マードック・スワン, Mūdokku Suwan)
Voix japonaise : Jin Urayama (en), voix française : Igor Chometowski
Professeur d'économie de 47 ans de l'école Eden. C'est le fils unique de l'ancien directeur de l'école Eden et a été embauché grâce à un traitement de faveur. C'est un homme insensible, arrogant et généralement grossier. Après avoir saboté l'entretien des Forger avec ses ruses, Henderson lui donnera un coup de poing, exaspéré par son mauvais comportement.

#### WISE
WISE (対東課〈WISE〉, Taihigashika “WISE”) est l'agence d'espionnage pour laquelle travaille Twilight. Son objectif est de maintenir la paix entre Westalis et Ostania en déjouant les plans de ceux qui la menace par tous les moyens nécessaires.
Handler (ハンドラー, Handorā) / Sylvia Sherwood (シルヴィア・シャーウッド, Shiruvuia Shāuddo)
Voix japonaise : Yūko Kaida, voix française : Sabrina Marchese
L'officier traitant et contact de Twilight chez WISE. C'est elle qui lui confie la plupart de ses missions et supervise l'opération Strix. Elle travaille comme attaché et secrétaire à l'ambassade de Berlint. Ses agents la surnomment « la Dame de fer » à cause de ses capacités et sa personnalité exceptionnelles. Elle avait une fille du même âge qu'Anya.
Nocturna (夜帷, Tobari) / Fiona Frost (フィオナ・フロスト, Fiona Furosuto)
Voix japonaise : Ayane Sakura, voix française : Sophie Planet,
Un agent de renseignements du WISE dont le nom de code est « Nocturna ». Elle assiste Twilight dans ses missions d'espionnage, et notamment pour l'opération Strix, où elle travaille sous couverture en tant qu'employée de l'hôpital général de Berlint. Bien qu'elle ne montre généralement aucune émotion, elle a en fait des sentiments forts envers Twilight et pense que Yor ne le mérite pas. Seule Anya connaît sa vraie nature et se méfie d'elle.

#### Personnages secondaires
Franky Franklin (フランキー・フランクリン, Furankī Furankurin)
Voix japonaise : Hiroyuki Yoshino (en), voix française : Jean-Rémi Tichit,
Un informateur collaborant avec Twilight et ami de longue date de l'espion, il a rencontré ce dernier pour la première fois lors de la dernière guerre opposant Westalis et Ostania, tous deux étaient dans des camps opposés. Il est au courant de la mission de Twilight, de la situation de la famille Forger et sert souvent de baby-sitter pour Anya et Bond. Il travaille comme buraliste et un inventeur pendant son temps libre. Il désespère dans ses recherches de l'amour. Anya le surnomme « La Touffe » et il semble affectionner ce surnom, l'utilisant parfois comme alias dans son travail d'informateur.
Yuri Briar (ユーリ・ブライア, Yūri Buraia)
Voix japonaise : Kensho Ono (en), voix française : Yoann Sover,
Le petit frère de Yor, âgé de 20 ans. Très protecteur envers sa sœur, il lui cache sa profession en se faisant passer pour un fonctionnaire du ministère des Affaires étrangères. Il est en réalité lieutenant dans la police politique d'Ostania, la Security State Service (SSS) (国家保安局, Kokka hoan-kyoku, litt. « Service de la sécurité nationale »), et s'occupe du contre-espionnage. Sa mission est de capturer l'agent connu sous le nom de code « Twilight » même s'il ne connaît pas sa véritable apparence. Il est très attaché à sa sœur, et se montre méfiant de Loid, qui a « épousé » Yor à son insu sans savoir qui est vraiment ce dernier.
Son comportement envers sa sœur pourrait être qualifié d'incestuel selon Jean-Paul Racamier. En effet son amour pour sa sœur est exprimé par un énorme bouquet de roses rouges, dit avec les mots "Ai shiteru" (qui est la forme de langage la plus forte pour exprimer l'amour en japonais) et il est représenté avec des cœurs dans les yeux comme d'autres personnages amoureux dans la série. Lors d'un flash back (saison 1, épisode 9), il demande à sa grande sœur s'il pourra l'épouser plus tard. Il est aussi décrit par les collègues de Yor comme "accro à elle" et la voix off nomme que " son amour pour sa sœur dépasse la raison". Le paradoxe entre amour et violence est omniprésent dans la relation entre Yor et Yuri : elle lui a cassé les côtes étant petit, et Yuri nomme que c'est "la puissance de son amour", la jalousie excessive de Yuri envers le nouveau mari de sa sœur est aussi une forme de violence dans leur relation. Tous ces éléments entretiennent un climat incestuel qui infuse dans une partie de la série.
Patron (店長, Tenchō)
Voix japonaise : Junichi Suwabe
Le chef du Jardin, le groupe d’assassin qui emploie Yor. Le patron contacte et fournit à Yor des photos de sa cible, ainsi que des informations sur ses capacités et moyens de défenses. Les cibles sont généralement considérées comme des traîtres à la nation d'Ostania ou des personnes qui cherchent à perturber la paix actuelle.
Donovan Desmond (ドノバン・デズモンド, Donoban Dezumondo)
Voix japonaise : Takaya Hashi (ja), voix française : Marc Brétonnière,
Le chef du parti Nation unifiée et la cible principale de l'opération Strix. Il est le père de Damian et de Demetrius. Il apparaît rarement en public et reste toujours dans l'ombre de ses propres opérations. Ses seules apparitions ont lieu lors des réceptions organisées par la prestigieuse école d'Eden, dont ses fils Damian et Demetrius font partie. Il n'accorde pas beaucoup de temps à ses fils, en particulier au plus jeune, Damian.

## Manga

### Production
Tatsuya Endō et son éditeur Shihei Lin se connaissent depuis plus de dix ans ; Lin a été son premier éditeur sur sa première série Tista (ja) en 2007. Lorsque Lin a été transféré du département éditorial du Jump Square à celui du Shōnen Jump+, Endō l'a suivi de son plein gré et a commencé à développer un nouveau travail. Comme Endō aimait les situations « d'identité secrète », il a décidé de faire du personnage principal de cette œuvre un espion. SPY×FAMILY reprend également des éléments de trois one-shot qu'il a publié dans le Jump Square : Rengoku no Ashe (煉獄のアーシェ), Ishi ni usubeni, tetsu ni hoshi (石に薄紅、鉄に星) et I Spy. Lin a déclaré que sa réception dans la rédaction était si bonne que sa publication en feuilleton avait été pratiquement décidée avant même la tenue de la réunion officielle.
Le manga s'inspire des tensions entre l'Allemagne de l'Ouest et l'Allemagne de l'Est durant la Guerre froide.
Lin a fait travailler Endō en tant qu'assistant sur Fire Punch de Tatsuki Fujimoto pour acquérir de l'expérience. Tista et The Moon Sword (ja) (月華美刃, Gekka bijin) ayant toutes deux un ton sombre, Lin a demandé à Endō de donner à SPY×FAMILY un ton plus positif et plus gai. Le projet initial a reçu un titre de travail de Spy Family (スパイファミリー). Au moment de décider du nom final, Endō a proposé plus de 100 options, mais ils ont finalement décidé d'utiliser le même titre mais en anglais et avec une « croix » entre les deux mots, ce dernier étant influencé par Hunter × Hunter.
L'éditeur a déclaré qu'Endō et lui étaient toujours conscients de la ligne où la violence, qui est nécessaire dans un manga d'espionnage, est un laissez-passer dans l'intérêt de la comédie. Anya a été inspirée par le personnage principal de Rengoku no Ashe. Sa perception extrasensorielle a été décidée très tôt, et Lin a cité son utilisation pour l'effet comique comme l'un des points forts de la série. Lin a déclaré que la série avait un large public parmi tous les âges et tous les genres. Il a également cité les dessins propres d'Endō et sa capacité à transmettre des émotions dans le cadre d'intérêts du manga.
Lin estime que le monde et les personnages étaient fermement établis à partir du deuxième tome, et en tant que tels, ils ont révélé que lui et Endō commenceraient à inclure des récits plus longs dans la série.

### Publication
SPY×FAMILY est prépublié bimensuellement sur le service en ligne Shōnen Jump+ depuis le 25 mars 2019. Les chapitres sont rassemblés et édités dans le format tankōbon par Shūeisha avec le premier tome publié en juillet 2019 ; la série compte depuis le 4 mars 2025, quinze tomes tankōbon.
Shūeisha publie également simultanément la série en anglais et en espagnol sur le service en ligne Manga Plus. En Amérique du Nord, le manga est publié numériquement par la maison d'édition VIZ Media sur son site depuis le 22 septembre 2019 ; la maison d'édition américaine publie également une version physique depuis juin 2020.
En juin 2020, Kurokawa a annoncé l'acquisition de la licence du manga pour une version française avec une traduction de Satoko Fujimoto et dont le premier tome est sorti en septembre 2020,. Editorial Ivrea édite une version espagnole qui est publiée en Espagne et en Argentine depuis 2020. Une version polonaise est éditée par Studio JG depuis avril 2020. Kazé Deutschland édite une version allemande du manga depuis octobre 2020. Le label Planet Manga publie le manga en italien depuis novembre 2020.
Le groupe Panini publie également deux éditions de la série en Amérique du Sud : une version en portugais brésilien depuis septembre 2020, et une autre version en espagnol pour le Mexique depuis février 2021,.
Tong Li Publishing publie la série en chinois traditionnel depuis décembre 2019. En Chine, la série est publiée numériquement par Bilibili.

## Adaptations

### Light novel
Spy x Family est adapté en light novel par Tatsuya Endo et Aya Yajima. Le premier volume, intitulé Spy X Family : Kazoku no Shôzô (SPY×FAMILY 家族の肖像) sort le 2 juillet 2021 par l'éditeur Shūeisha.

### Comédie musicale
Une adaptation musicale, intitulée Musical Spy × Family (ミュージカル　スパイファミリー, Myūjikaru Supai Famirī) sous la production de Tōhō est annoncée le 1er mai 2022. Le 30 septembre 2022, la première de la comédie musicale a été annoncée pour le 8 mars 2023 au Théâtre impérial de Tokyo.  Elle est suivie d'une tournée nationale avec le Hyogo Performing Arts Center à Nishinomiya en avril et le Hakata-za à Fukuoka en  mai de la même année,,. Le casting comprend Win Morisaki / Hiroki Suzuki (ja) (Loid Forger), Fuka Yuzuki / Mirei Sasaki (ja) (Yor Forger), Kurumu Okamiya / Tsubasa Takizawa (Yuri Briar), Kento Kinouchi (Franky Franklin), Manato Asaka (Sylvia Sherwood), Sōma Suzuki (Henry Henderson) et Nonoka Yamaguchi (ja) (Fiona Frost).  Pour le rôle d'Anya, la ou les actrices seront sélectionnés par audition. G2 assure la réalisation, le scénario et les paroles, tandis que Shuhei Kamimura compose, arrange et dirige la musique.  Le 14 décembre 2022, le casting d'Anya Forger a été annoncé ; elle est jouée de manière interchangeable par quatre actrices : Risa Masuda, Aoi Ikemuda, Miharu Izawa et Miharu Fukuchi.
Le 21 décembre 2024, une deuxième comédie musicale est annoncée lors du Jump Festa '25. Elle sera jouée dans plusieurs villes du 20 septembre au 30 décembre 2025.  Win Morisaki (Loid Forger) et Fuka Yuduki (Yor Forger) reprennent leurs rôles de la première comédie musicale avec de leur côté, respectivement, Genki Hirakata et Sora Kazuki. L'équipe organise de nouveau des auditions pour les jeunes acteurs d'Anya. Le 14 juin 2024, il est annoncé qu'Anya Forger est interprétée par quatre seiyū différentes : Rana Izutani, Mirei Tsukino, Mio Nishiyama et Nonoka Murakata (ja),,.

### Anime

#### Série d'animation télévisée
Le 1er novembre 2021, un nouveau site internet est ouvert annonçant une série télévisée d'animation de Spy X Family pour 2022, produite par CloverWorks et Wit Studio et réalisée par Kazuhiro Furuhashi. Kazuaki Shimada s'occupe du design des personnages et [K]NoW_NAME compose la musique. Takuya Eguchi a été casté pour le rôle de Loid Forger. La série de 25 épisodes est répartie en deux cours non-consécutifs. Le premier cours est diffusé du 9 avril au 25 juin 2022 sur TV Tokyo, TV Osaka, TV Aichi, TV Setouchi, TV Hokkaido et TVQ, et le deuxième cours est diffusé du 1er octobre 2022 au 24 décembre 2022 sur les mêmes chaînes. Crunchyroll possède les droits de diffusion en simulcast de la série dans les pays francophones,,. Depuis le 16 avril 2022, une version française est également diffusée par la plateforme,, celle-ci est dirigée par Enzo Ratsito (saison 1), et Marc Bretonnière, par des dialogues adaptés d'Emmanuel Pettini,. Netflix diffuse également la saison 1 depuis mars 2024.
Official Hige Dandism interprète le premier opening de la série intitulé Mixed Nuts (ミックスナッツ, Mikkusu Natsu), tandis que Gen Hoshino interprète son premier ending intitulé Kigeki (喜劇). Le second opening de la série intitulé Souvenir est interprété par le groupe Bump of Chicken, tandis que son second ending intitulé Shikisai (色彩) est interprété par Yama,.
Le 18 décembre 2022, une seconde saison est annoncée au Jump Festa '23, avec une diffusion prévue pour 2023. Le scénario de la saison est cette fois-ci supervisée par Ichiro Okouchi. La deuxième saison est diffusée du 7 octobre 2023, au 23 décembre 2023.
Ado interprète l'⁠opening de la saison 2 intitulé Kurakura (クラクラ), tandis que Vaundy interprète l'⁠ending intitulé Todome no Ichigeki (トドメの一撃) avec la participation de Cory Wong.
Le 9 juin 2024, une troisième saison est annoncée lors de l'évènement spécial Spy × Family Anime Extra Mission,. Yukiko Imai remplace Furuhashi et Takahiro Harada en tant que réalisateur de la saison, tandis que le reste du staff et du casting reviennent pour reprendre leurs rôles. Elle sera diffusée en octobre 2025.

#### Film d'animation

Logo du film d'animation Spy × Family CODE: White.

Le 18 décembre 2022, un film d'animation intitulé Spy × Family Code: White est annoncé au Jump Festa'23 en même temps que la saison 2, avec une diffusion prévue pour le 22 décembre 2023 au Japon. Il contient un scénario original avec Tatsuya Endo qui supervisera la production et la conception du design des personnages. Le film sera réalisé par Takashi Katagiri et le scénario est adapté par Ichirō Ōkouchi,. Le film est distribué par Crunchyroll dans les cinémas en France à partir du 17 avril 2024,.

## Produits dérivés

### Jeu vidéo -Spy × Anya: Operation Memories
Le 14 septembre 2023, un jeu vidéo basé sur la série est annoncé sur Nintendo Direct. Le jeu, intitulé Spy × Anya : Operation Memories, est développé par Groove Box Japan et publié par Bandai Namco Entertainment.
Le jeu est sorti au Japon sur Nintendo Switch en décembre 2023, puis sera disponible à l'international le 28 juin 2024, sur les plateformes Nintendo Switch, PlayStation 4, PlayStation 5 et Windows,,.
Le jeu permet au joueur de contrôler Anya Forger et de découvrir ses activités quotidiennes avec ses amis et sa famille, afin de prendre et de collecter des photos pour son journal. En tant que jeu de simulation de la vie quotidienne, il offre aux joueurs la possibilité de visiter des lieux de la série, de participer à des mini-jeux et de personnaliser l'apparence et les tenues des personnages.

### Collaborations
Au Japon, les collaborations Spy x Family sont très nombreuses. Les plus notables sont ceux avec la J-League, le championnat de football japonais (équivalent de la Ligue 1) pour célébrer leur 30ème anniversaire,, ou encore avec Universal Studios Japon avec une attraction dédié à l'œuvre qui était disponible de février à juillet 2023.
A l'international, des partenariats sont réalisés avec des jeux vidéos tels que Monster Strike ou Street Fighter 6 afin de promouvoir la franchise,.

## Accueil

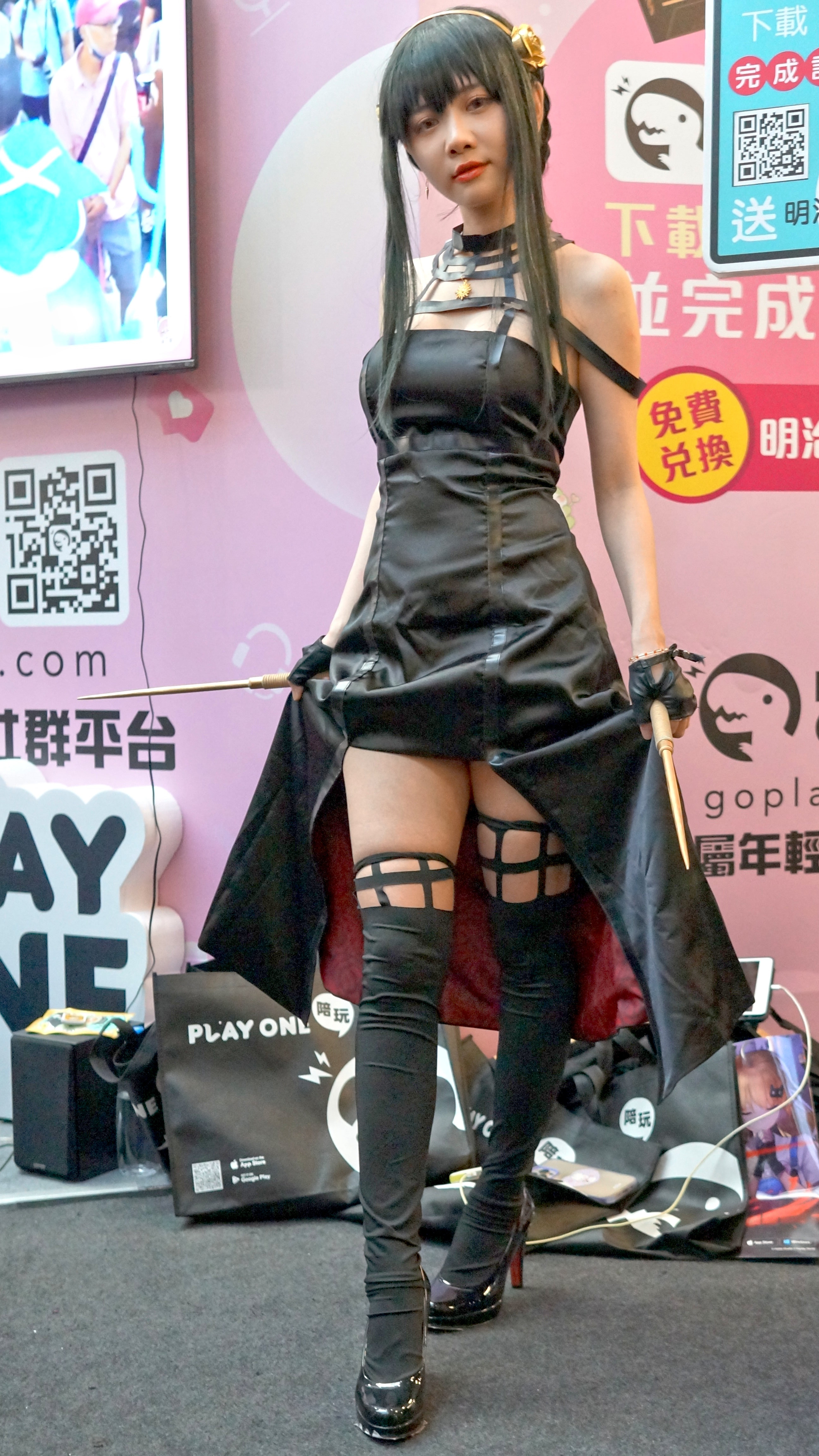
Cosplay de Yor Forger, personnage du manga

Le premier épisode de l'anime réalise un score de 3,1 % de l'audimat au Japon à sa sortie et, durant sa diffusion, les noms des trois personnages principaux sont en top tendances sur Twitter au Japon.

### Prix et classements
En août 2019, la série est classée 1re dans la catégorie « Web Manga » d'après les votes pour la cinquième édition des Next Manga Awards, organisés par le magazine Da Vinci de Media Factory et le site web Niconico,.
En décembre 2019, le magazine Brutus (ja) inclut SPY×FAMILY dans sa liste des « mangas les plus dangereux », qui comprend des œuvres sur les thèmes les plus « stimulants » et qui invitent le plus à réfléchir.
La série est inscrite 17e sur 50 titres dans la 19e liste annuelle du « Livre de l'année » publiée dans le numéro de janvier 2020 du magazine d'actualités sur de livres et mangas Da Vinci de Media Factory, sorti le 6 décembre 2019.
Le manga est classé comme meilleure série de mangas pour les lecteurs masculins dans l'édition de 2020 du guide Kono Manga ga sugoi! de Takarajimasha,.
Le guide annuel THE BEST MANGA 2020 Kono Manga o yome (ja) (THE BEST MANGA 2020 このマンガを読め！) a nommé SPY×FAMILY comme 5e meilleure série sur une sélection de 10 séries basée sur 49 critiques de libraires et d'éditeurs recueillies entre le 1er novembre 2018 et le 31 octobre 2019.
Annoncé en janvier 2020, la série fait partie des 12 nommées de la treizième édition du Grand prix du manga, ; SPY×FAMILY finit 2d avec 63 points,. La série est à nouveau sélectionnée pour l'édition suivante en janvier 2021.
Elle est également classée 1re dans une liste de recommandations des librairies japonaises selon le sondage du Zenkoku Shotenin ga Eranda Osusume Comic 2020 (ja) (全国書店員が選んだおすすめコミック2020, litt. « Bandes dessinées recommandées par les librairies nationales de 2020 »), mené par la libraire en ligne Honya Club et publié en février 2020,.
En 2020, la série est nommée dans la catégorie du meilleur shōnen pour la 44e édition du Prix du manga Kōdansha. En juin 2020, SPY×FAMILY remporte la 4e édition du Minna ga erabu Tsutaya Comic taishō (ja) (みんなが選ぶTSUTAYAコミック大賞, « Le Grand prix du Tsutaya Comic choisi par tous ») de la chaîne de magasins Tsutaya (ja),.
Le premier tome de la série figure dans la sélection Jeunes Adultes 12-16 ans du 48e festival international de la bande dessinée d'Angoulême en 2021. La traduction de Satoko Fujimoto est également sélectionnée pour le prix Konishi.
Le manga remporte le tournoi du meilleur shônen de l'année 2020 organisé par le site Manga News. En 2022, elle figure en première place du classement du 22e Da Vinci Annual Book of the Year.
La série d'animation est nommée dans plusieurs catégories des Crunchyroll Anime Awards 2023 et remporte finalement les prix de la « Meilleure nouveauté », de la « Meilleure comédie », du « Meilleur ending » avec Comedy par Gen Hoshino, du « Meilleur personnage secondaire » et du « Personnage le plus attachant » pour Anya Forger.

### Ventes
Le tirage total de la série a atteint les 2 millions de copies en circulation, en comprenant les ventes numériques et physiques, depuis fin janvier 2020. En incluant les ventes numériques, la série s'est écoulée en 3 millions d'exemplaires depuis mi-mai 2020. Début juillet 2020, ce nombre a dépassé les 4 millions de copies.
Avec la publication du 5e tome en septembre 2020, le tirage de la série atteint les 5,5 millions d'exemplaires, en comprenant les ventes numériques ; les quatre premiers tomes ont chacun écoulés un million de copies.
Spy × Family est la première série originale du Shōnen Jump+ à recevoir une première impression avec un million de copies pour un tome, notamment avec la publication du 6e tome fin décembre 2020 ; par ailleurs, le tirage de la série a atteint les 8 millions d'exemplaires avec la publication de ce tome.
La série est le neuvième manga le plus vendu en 2020 d'après le classement de l'Oricon, avec 4 541 589 exemplaires écoulés, devant les 4 306 012 copies de L'Attaque des Titans.
Le sixième tome, publié le 28 décembre 2020, est à la première place du classement des ventes hebdomadaires de l'Oricon avec 538 000 exemplaires vendus la même semaine.
La série passe les 11 millions d'exemplaires en circulation en juin 2021 pour un total de 7 volumes. La série dépasse les 18 millions d'exemplaires en circulation en mai 2022 pour un total de 9 volumes. Sur la période allant du 22 novembre 2021 au 20 novembre 2022, la série est classée à la troisième place du classement Oricon des mangas les plus vendus au Japon, avec plus de 10,6 millions d'exemplaires écoulés au format physique. La série dépasse les 31 millions d'exemplaires en circulation en septembre 2023 avec un total de 11 volumes.
En France, la série passe le million d'exemplaires en circulation en janvier 2022.